# NGC 188
 NGC 188 (také známá jako Caldwell 1) je otevřená hvězdokupa v souhvězdí Cefea vzdálená přibližně 5 400 světelných let. Objevil ji anglický astronom John Herschel 3. listopadu 1831.
Na rozdíl od jiných otevřených hvězdokup, které se po několika milionech let roztrhají gravitačním působením Galaxie, leží NGC 188 vysoko nad rovinou disku Galaxie a je se stářím přibližně 5 miliard let jednou z nejstarších známých otevřených hvězdokup. NGC 188 se nachází mírně nad rovinou disku Galaxie o něco dále od středu Galaxie než Slunce.

## Pozorování

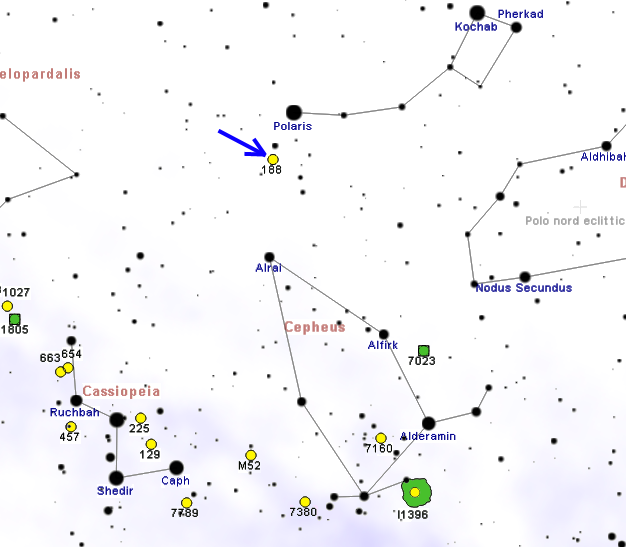
Poloha NGC 188 v souhvězdí Cefea.

NGC 188 vidíme velmi blízko severního nebeského pólu a na téměř celé severní polokouli je tedy cirkumpolární. Je to nejseverněji položená otevřená hvězdokupa, nachází se v úhlové vzdálenosti 4° od Polárky směrem ke hvězdě Gama Cephei. Hvězdokupu je možné s určitým úsilím vyhledat i pomocí triedru 10x50, ale k rozložení na jednotlivé hvězdy je zapotřebí hvězdářský dalekohled o průměru alespoň 150 mm. Její nejjasnější hvězdy jsou ve skutečnosti 10. magnitudy, ale většina jich má magnitudu 13 a větší. V dalekohledech o průměru 200 až 250 mm je vidět velmi zřetelně, ale ani při velkých zvětšeních nevypadá zcela rozložená na jednotlivé hvězdy.
Vzhledem k její blízkosti u severního nebeského pólu není žádné období pro její pozorování výhodnější než jiné, protože na severní polokouli její výška nad obzorem zůstává téměř stejná ve všech nocích během roku. Změna její výšky nad obzorem je omezena na 8 až 9°. Na jižní polokouli není vůbec pozorovatelná kromě úzkého pásu několika stupňů poblíž rovníku.

## Historie pozorování
NGC 188 objevil John Herschel v roce 1831 pomocí zrcadlového dalekohledu o průměru 18,7 palce, který patřil jeho otci Williamovi. Popsal ji jako rozsáhlou a velmi bohatou hvězdokupu se zřetelnými 150 až 200 hvězdami od 10. až do 18. magnitudy. Podobný popis je zaznamenán i v New General Catalogue.

## Vlastnosti
NGC 188 je velmi zhuštěná otevřená hvězdokupa. Její stáří 5 miliard let je srovnatelné se stářím hvězdokupy Messier 67 v souhvězdí Raka, ale je téměř poloviční proti NGC 6791 v souhvězdí Lyry, která je nejstarší známou otevřenou hvězdokupou v Mléčné dráze. Tyto hvězdokupy se odlišují od ostatních známých otevřených hvězdokup, které jsou obecně tvořeny mladými a horkými hvězdami ještě navzájem drženými gravitací. Hvězdy hlavní posloupnosti v této hvězdokupě jsou ovšem staré a poměrně chladné, spektrální třídy F2, tedy žluté, zatímco hvězdy na větvi obrů jsou ve stupni žluto-oranžových obrů spektrální třídy G8. Stáří jejích složek je tedy srovnatelné se stářím Slunce.
Hvězdokupa se nachází, na rozdíl od většiny otevřených hvězdokup, ve vzdálenosti přibližně 1 800 světelných let od galaktického disku, tedy v poměrně vysoké poloze, což je ve skutečnosti společná vlastnost otevřených hvězdokup s takovým stářím.

### Obecné kapitoly
- Stephen James O'Meara. The Caldwell Objects. [s.l.]: Cambridge University Press, 2003. Dostupné online. ISBN 0-521-55332-6. (anglicky)
- DE BLASI, A. Le stelle: nascita, evoluzione e morte. Bologna: CLUEB, 2002. ISBN 88-491-1832-5. (italsky)

### Mapy hvězdné oblohy
- TIRION, RAPPAPORT, LOVI. Uranometria 2000.0 - Volume I - The Northern Hemisphere to -6°. Richmond, Virginia, USA: Willmann-Bell, inc., 1987. Dostupné online. ISBN 0-943396-14-X.
- TIRION, SINNOTT. Sky Atlas 2000.0. 2. vyd. Cambridge, USA: Cambridge University Press, 1998. ISBN 0-933346-90-5.
- TIRION. The Cambridge Star Atlas 2000.0. 3. vyd. Cambridge, USA: Cambridge University Press, 2001. Dostupné online. ISBN 0-521-80084-6.